# Micromesistius
A Micromesistius a csontos halak (Osteichthyes) főosztályának a sugarasúszójú halak (Actinopterygii) osztályába, ezen belül a tőkehalalakúak (Gadiformes) rendjébe és a tőkehalfélék (Gadidae) családjába tartozó nem.

## Rendszerezés
A nembe az alábbi 2 faj tartozik:
- déli kék tőkehal (Micromesistius australis) Norman, 1937
- kék puha tőkehal (Micromesistius poutassou) (Risso, 1827) - típusfaj